# کاناکو هیگوچی
کاناکو هیگوچی (به ژاپنی: 樋口 可南子 Higuchi Kanako) بازیگر زن فیلم، تلویزیون، و نمایشنامه رادیویی، آگهی‌های بازرگانی، و ایفاگر نقش صدای ژاپنی است.